# Contea di Magoffin
La contea di Magoffin in inglese Magoffin County è una contea dello Stato del Kentucky, negli Stati Uniti. La popolazione al censimento del 2000 era di 13 332 abitanti. Il capoluogo di contea è Salyersville